# 大傑列維奇
49°58′4″N 27°36′18″E / 49.96778°N 27.60500°E
大傑列維奇（烏克蘭語：Великі Деревичі）是烏克蘭北部的村莊，隸屬日托米爾州的日托米爾區。該村面積35.94平方公里，海拔高度241米，2001年人口865，人口密度每平方公里24.07人。